# Andrew Vachss

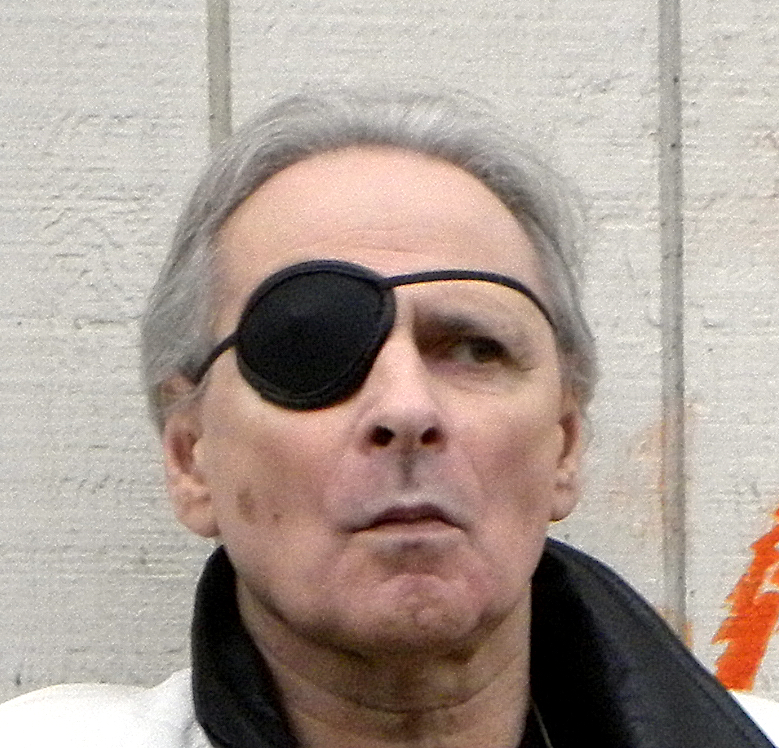
Andrew Vachss

Andrew Henry Vachss (New York, 19 ottobre 1942 – 27 dicembre 2021) è stato uno scrittore statunitense di genere hard boiled.

## Biografia
A 7 anni un bambino più grande lo colpisce con una catena all'occhio destro, che gli rimane offeso per il resto dei suoi giorni. Avvocato specializzato nella difesa e tutela dei minori, prima di fare lo scrittore fu investigatore federale, assistente sociale, direttore di un carcere di massima sicurezza per minori disadattati e inviato dell'ONU in Biafra durante la guerra. Viveva a New York City con la moglie Alice e diversi cani.
Attivista e creatore di campagne mediatiche come "Don't buy Thai" contro lo sfruttamento della prostituzione minorile nel sud-est asiatico, amava i molossi e il blues di Son Seals, Judy Henske e Doc Pomus.
Oltre a 33 romanzi, 3 raccolte di racconti, poesie, opere teatrali, testi di canzoni e graphic novel,tradotti in più di venti lingue, scrisse articoli per riviste come Parade, Antaeus, Esquire, Playboy e New York Times. Vinse il premio "Raymond Chandler" nel 2000, il "Grand prix de Litérature Policière" nel 1988, il "Falcon Award" nel 1988 e il "Deutscher Krimi Preis" nel 1989.
Grande estimatore e amico di Joe R. Lansdale, con cui collaborò per alcuni racconti a quattro mani, prestò spesso la sua penna al mondo dei fumetti.
Il protagonista dei suoi romanzi è Burke.
È morto per problemi al cuore.

## Opere principali

### Serie di Burke[2]
1. 1985 - Flood (Oltraggio, Interno Giallo, 1989; Mondadori, 1994)[3]
2. 1987 - Strega (Abuso, Interno Giallo, 1990)[3]
3. 1988 - Blue Belle (Blue Belle, Interno Giallo, 1992)[3]
4. 1989 - Hard Candy
5. 1990 - Blossom
6. 1991 - Sacrifice
7. 1994 - Down in the Zero (Giù nel nulla, Frassinelli, 1999)[3]
8. 1995 - Footsteps of the Hawk
9. 1996 - False Allegations
10. 1998 - Safe House
11. 1999 - Choice of Evil (La seduzione del male, Sperling & Kupfer, 2000)[3]
12. 2000 - Dead and Gone (La Vendetta di Burke, Sperling & Kupfer, 2001)[3]
13. 2001 - Pain Management (Contro il male, Sperling & Kupfer, 2002)[3]
14. 2002 - Only Child
15. 2004 - Down Here
16. 2006 - Mask Market
17. 2007 - Terminal
18. 2008 - Another Life

### Altri romanzi[4]
- 1973 - A Bomb Built in Hell
- 1993 - Shella (Il buio nel cuore, Corbaccio, 1994)[3]
- 2003 - The Getaway Man (The Getaway Man-L'uomo della fuga, Fanucci, 2010)[3]
- 2005 - Two Trains Running
- 2009 - Haiku
- 2010 - The Weight

### Racconti
- Aria di famiglia (nel volume Inverno Giallo 1993-94)

- Tosse (nel volume Estate Gialla 1994, e nell'antologia Nato sotto una cattiva stella)

### Antologie di racconti[5]
- 1994 - Born Bad (Nato sotto una cattiva stella, Frassinelli, 1997)[3]
- 1999 - Everybody Pay

### Fumetti
- Cross, Dark Horse Comics, 1995
- Stupro mentale, Il Corvo Presenta # 1, Magic Press (Apr 1995)
- Predator: Race War, Dark Horse Comics, 1995
- Batman The Ultimate Evil, DC Comics, 1995
- Hard Looks, Dark Horse Comics, 1992-1993